# Kniha o Kosti
Kniha o Kosti je třídílná historická monografie o kosteckém panství, jejíž první díl vydal historik Josef Pekař vlastním nákladem roku 1910. Je patrně čtenářsky nejoblíbenějším Pekařovým dílem.[zdroj⁠?!] Podklady pro knihu čerpal autor z archivu rodu Černínů v Jindřichově Hradci, který měl možnost zkoumat už od roku 1900. Na knize začal pracovat v roce 1908.

## Díly
První díl popisuje dějiny Kostecka v období od roku 1637, kdy Černínové Kost koupili, až zhruba do poloviny 19. století.
Druhý díl se věnuje podrobně ekonomickým vztahům společnosti 17.–19. století a jejich konkrétního odrazu na Kostecku.
Třetí díl, podrobněji rozebírající některé události na kosteckém panství, autor nedokončil. Rukopis byl uchován v archivu a zveřejněn poprvé až ve vydání knihy z roku 1998 (ISBN 80-902353-3-6).